# Arbeitsstab für den Wiederaufbau bombenzerstörter Städte
Der Arbeitsstab für den Wiederaufbau bombenzerstörter Städte (im Geschäftsverteilungsplan des  Reichsministeriums für Rüstung und Kriegsproduktion „Arbeitsstab Dr. Wolters“ genannt) war ein ab Dezember 1943 Albert Speer unterstellter Arbeitsstab aus der Generalbauinspektion, der den Wiederaufbau der im Luftkrieg des Zweiten Weltkriegs zerstörten Städte planen und koordinieren sollte. Die Planungen bezogen auch noch nicht von den Alliierten bombardierte Städte mit ein.

## Vorgeschichte
Seit Speer nach dem Tod des Bauingenieurs Fritz Todt im Februar 1942 das Rüstungsministerium (damals noch Ministerium für Bewaffnung und Munition) übernommen hatte, hielt er einige Bauprojekte der Städteplanung im Auge, mit denen er sich nach dem Krieg befassen wollte. Im März 1943 ließ er sich von Adolf Hitler genehmigen, trotz des allgemeinen Verbots von sogenannter „nicht kriegswichtiger Planung“ mit der Planung des Wiederaufbaus einiger von Bomben besonders schwer getroffenen Städten beginnen zu können. Hitlers Vorstellung war es, die Stadtkerne historischer Städte, wenn möglich mit verbreiterten Straßen, wiederherzustellen. Ab November 1943 war es jedoch Speers Ziel, hauptsächlich Behelfswohnungen zu schaffen und Grundlagenpläne für die Neugestaltung von Städten zu entwickeln.

## Der Erlass

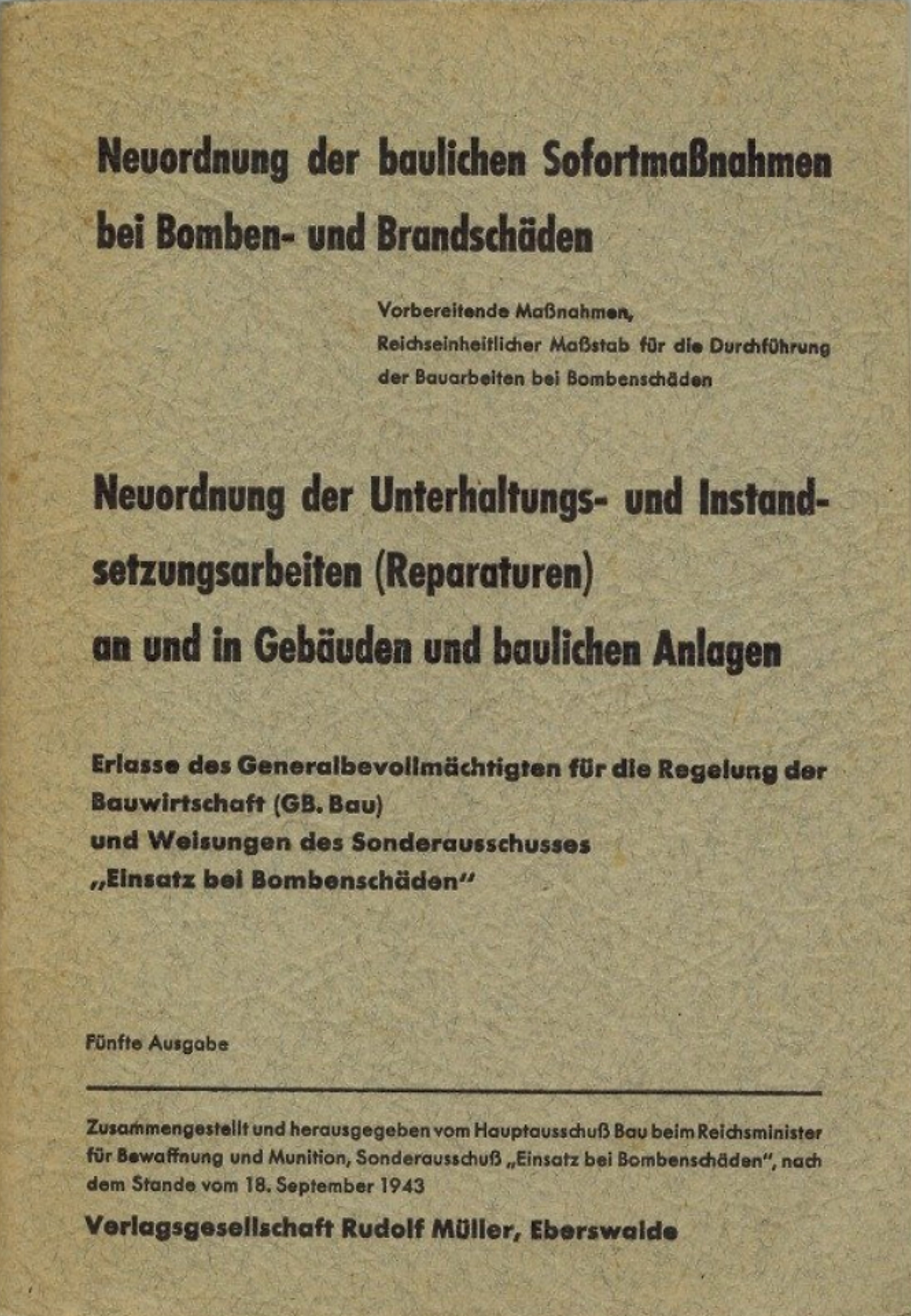
Neuordnung der baulichen Sofortmaßnahmen bei Bomben- und Brandschäden. Fünfte Auflage (1944)

Der von Speer formulierte Führererlass „Über die Vorbereitung des Wiederaufbaus bombengeschädigter Städte“ wurde von Hitler am 11. Oktober 1943 unterzeichnet. Mit dem Erlass wurden Speers Machtbefugnisse gegenüber den Gauleitern im Deutschen Reich deutlich ausgeweitet. Er hatte etwa folgenden Inhalt:

„In den durch Bombenschäden besonders stark betroffenen Städten müssen, in Zusammenhang mit den Wiederherstellungsarbeiten, schon jetzt Planungen durchgeführt werden, die den Einfluß auf eine spätere Gestaltung dieser Städte sicherstellen. Es sind daher noch während des Krieges in beschränktem Umfang städtebauliche Planungen in diesen Städten durchzuführen. Ich beauftrage hierzu den Generalbauinspektor für die Reichshauptstadt,
1. diejenigen Städte festzulegen, in denen derartige Planungen durchgeführt werden sollen,
2. durch geeignete Maßnahmen die Planung dieser Städte zu lenken und zu beeinflussen,
3. durch die Bereitstellung von technischen Kräften aus anderen Städten diese Planung zu unterstützen.

Die obersten Reichsbehörden werden angewiesen, Reichsminister Speer zur Durchführung dieser Aufgabe die notwendige Unterstützung zu geben.“

## Der Arbeitsstab
In einer Besprechung am 18. Dezember 1943, an der neben Speer noch Willy Liebel, Karl Maria Hettlage und Rudolf Wolters teilnahmen, wurde die Leitung des Stabes, die Geschäftsverteilung und die Stellenbesetzung besprochen. Als Mitarbeiter wurden in erster Linie Architekten herangezogen, die bereits für den Generalbauinspektor tätig waren, dazu kamen weitere führende Stadtplaner und Architekten des Deutschen Reiches. Am 1. Januar 1944 wurde Rudolf Wolters zum „Chef des Arbeitsstabes Wiederaufbauplanung zerstörter Städte“ durch Speer ernannt. Ein Geschäftsverteilungsplan vom Juli 1944 bezeichnete die Aufgabengebiete und deren Verantwortliche: 1. Organisationsfragen: Karl Berlitz; 2. Richtwerte: Konstanty Gutschow; 3. Planung Wohnbaugebiete: Hans Stephan; 4. Grünflächenordnung: Willi Schelkes; 5. Raumordnung und Eisenbahnanlagen: Reinhold Niemeyer; 6. Sonderaufgaben: Friedrich Tamms; 7. Tiefbautechnische, bauwirtschaftliche und Durchführungsmaßnahmen: Tischer (eventuell Alfred Tischer).
Neben den Genannten gehörte ein weit gezogener Kreis von Beratern und Referenten zum Stab, zu dem zu zählen sind:  Theodor Dierksmeier, Hans Flehr, Hanns Dustmann, Karl Elkart, Hans Freese, Hermann Giesler, Werner Hebebrand, Friedrich Hetzelt, Rudolf Hillebrecht. Hans-Hermann Klaje, Wilhelm Kreis, Ernst Neufert, Cäsar Pinnau, Hans Bernhard Reichow, Herbert Rimpl, Julius Schulte-Frohlinde, Wilhelm Wortmann und Richard Zorn (Mitarbeiter von Gutschow).

## Die fünf Tagungen des Arbeitsstabes in Wriezen
Insgesamt fanden zwischen Sommer und Herbst 1944 fünf Tagungen des Stabes in Wriezen statt: Während von der ersten Tagung kein Protokoll überliefert ist, liegen für die weiteren jeweils Nachweise vor.

### Zweite Tagung
Auf der zweiten Tagung vom 19. bis 21. August 1944 sprachen Gutschow über städtebauliche Richtwerte, Niemeyer über Raumordnung und Städtebau, Schelkes über Grünflächenplanung und Stephan über Wohnungsbau, dabei insbesondere über die Wiederherstellung von Wohnraum. Anschließend erläuterte Wolters am Beispiel Rostock die behelfsmäßige Unterbringung von 6000 Menschen. Die nachfolgende Diskussion behandelte u. a. Barackenbau, Fabrikation von Typenbauten, Finanzierung und Städtebaurecht und die Stellung der Technik in der Verwaltung.

### Dritte Tagung
Die Redner der dritten Tagung (16. bis 17. September 1944) waren: Niemeyer über Städtebau und Verkehr, Gutschow über die Hamburger Generalplanung, Rimpl zur Industrieflächenplanung und schließlich Niemeyer über die Neugestaltung der Städte Oberhausen, Duisburg und Essen.

### Vierte Tagung
Auf der vierten Tagung vom 14. bis 15. Oktober 1944 sprachen Berlitz über Untersuchungen über den Wohnungsbau, Neufert über systematische Normung, Hetzelt über Bau von Behelfsunterkünften nach dem Krieg, Gutschow über Grundrisstypen im Wohnungsbau und Stephan über den Wohnungsbau im Generalbebauungsplan der Reichshauptstadt. Anschließend kamen zwei Gäste zu Wort, nämlich Friedrich Burgdörfer über Bevölkerungspolitik und Wohnungsbau und Walter Groß (Leiter des Rassenpolitischen Amtes der NSDAP) über „Rassenpolitische Fragen“.

### Fünfte Tagung
Auf der fünften und letzten Tagung vom 11. bis 12. November 1944 stellte Wolters zunächst die Ergebnisse einer Rücksprache mit Speer vor und anschließend referierten Gutschow über die Darstellung von Wiederaufbauplänen, Steffens über Bauvolumen und Baukapazität und der Statikfachmann Fritz Leonhardt über die technischen Möglichkeiten für den zukünftigen Wohnungsbau.
Obwohl die befragten Gauleiter im Spätsommer 1944 bereits über 80 zerstörte Städte gemeldet hatten, erhielten nur 42 davon einen Platz auf der Liste der im Führer-Erlass-Entwurf vom 19. September 1944 genannten „Wiederaufbaustädte“.
Speer und Wolters hatten sich zur Durchsetzung ihrer Ziele gegen verschiedene Interessen durchzusetzen. So verbot Reichspropagandaminister Joseph Goebbels im Oktober 1944 fast alle Planungsarbeiten, was den Stab an den Rand der Auflösung brachte. Gleichfalls kam Widerstand vom Reichswohnungskommissar Robert Ley, der seinen „Sonderbeauftragten für die Gestaltung der Wohngebiete“ Karl Neupert in die Nachkriegsplanungen eingeschaltet sehen wollte.

## Nach dem Krieg
Bis Kriegsende arbeitete der Stab an den Plänen für den Wiederaufbau; den einzelnen Planern wurden eine oder mehrere Städte übertragen, für die sie den Wiederaufbau in Zusammenarbeit mit den jeweiligen Stadtplanungsämtern koordinieren sollten. Kurz nach Kriegsende teilte sich das Team auf, und viele Mitglieder wurden als Dezernenten und Beiräte mit dem Wiederaufbau in den Städten beauftragt, die sie im Stab bereits betreut hatten.